# 胡迪票據

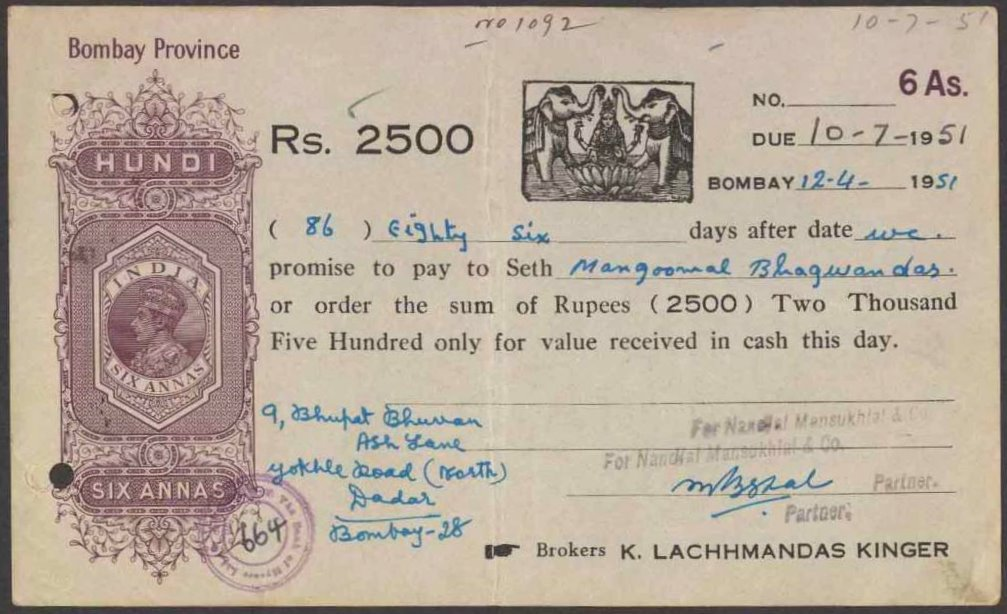
在中世紀即出現的胡迪票據，是一種匯兌系統工具。圖為一張1951年在孟買邦發行，金額為2500盧比的匯票，其上已有印製好、具有官方認證的印花稅票。

胡迪票據（Hundi，或拼寫為Hundee） 是一種在中古印度發展出來的金融工具，在貿易和信用交易中使用。胡迪票據可用作匯款工具，將資金從一地轉移到另一地，也可用作信用工具或是借據（IOU） ，以借入資金，並在貿易交易中作為匯票使用。印度儲備銀行（RBI）將胡迪票據描述為"一個人向另一個人發出的無條件書面指令，要求向指令中指定者支付一定金額的款項" 。

## 歷史

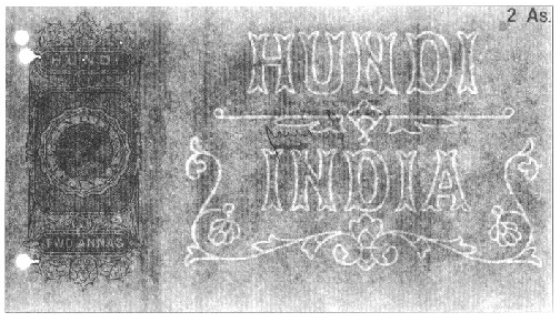
政府發行，有浮水印的胡迪票據，以防偽造。

胡迪票據在印度有非常悠久的歷史。書面記錄顯示它們至少早在十二世紀就已開始使用。信仰天衣派耆那教、生於1586年的商人Banarasidas，就曾從他父親那裡收到一張200盧比的票據，以便能借到錢後開始經商。
在歐洲殖民印度次大陸時期的大英帝國將胡迪票據系統視為本土或是傳統，但並非正式的交易工具，因為此系統在印度經濟中佔有極其重要的地位，而且他們也希望對系統內的交易徵稅，因此不願加以干預。官方發行的胡迪票據上印有英國君主（包括維多利亞女王）的印花稅票，同時，與此種票據相關的商業糾紛也經常進入法院系統處理，表明即使胡迪票據並非經由正規銀行流通，其法律效力依然受到當時體系的承認。絕非一種地下系統。

## 票據種類
- Sahyog Hundi (合作票據)： 這是一種由一位商人開給另一位商人，要求後者將款項支付給第三位商人的票據。在這種情況下，被開立匯票的商人（受票人）在市場上具有一定的"信用度"並為市場所熟知。Sahyog Hundi會在多方間傳遞，直到落在最終的收款人手中，收款人在經過合理詢問後，會將票據提交給受票人要求支付。Sahyog在印地語和古吉拉特語（商人最常用的主要語言）[6]中意為"合作"。這種匯票之所以得名，是因為在缺乏正式的信用監控和報告框架下，它需要多方合作才能確保匯票的風險可接受，且在提示後有相當高的可能性得以兌現。[7]
- Darshani Hundi (即期票據)： 這是一種見票即付的票據。持有人收到後，必須在合理的時間內提示付款。因此，它類似於即期票據。[8]
- Muddati Hundi (定期票據)： Muddati或Miadi Hundi是一種在指定期限後才可支付的匯票。類似於遠期票據。

胡迪票據還有其他幾種變體，例如：Nam-jog hundi、Dhani-jog hundi、Jawabee hundi、Jokhami hundi、Firman-jog hundi等。
- Nam-jog hundi (記名票據)：這種匯票只能支付給票據上指名的人，不能背書轉讓給其他人，類似於做限制背書轉讓的票據。
- Firman-jog Hundi (指示票據)：這種票據可支付給其上指名的人，或按照其指示支付給任何人。它類似於"憑指示支付"的支票，且不需背書。
- Dhani-jog Hundi (持票人票據)：當票據可支付給持有人或來人時，稱為Dhani-jog hundi。它類似於一張"無記名票據"。
- Jokhim-Hundi (條件票據)：通常胡迪票據是無條件支付的，但Jokhim hundi則設有有條件，即開票人承諾只有在滿足特定條件後才支付。這種票據不可轉讓。這種類型的票據現今極為罕見。因為它帶有條件性的特點，使其風險更高、與標準金融工具的原則相悖。
- Jawabi Hundi (回執票據)：如果資金透過票據從一地轉移到另一地，且收款人需要就收到的款項提供一份確認（jawab），那麼這種匯票就稱為Jawabi Hundi。
- Khaka Hundi (已付票據)：一張已經完成支付的票據稱為Khaka Hundi。
- Khoti Hundi (瑕疵票據)：如果票據有任何種類的缺陷或是偽造的，就稱為Khoti Hundi。

## 延伸閱讀
- An economic history of Hundi, 1858-1978. PhD thesis, Marina Martin, 2012, London School of Economics and Political Science. Archived here.

## 外部連結
- Nagarattars Business History with case study of Hundi use.